# Dicranomyia (Dicranomyia) lydia
Dicranomyia (Dicranomyia) lydia is een tweevleugelige uit de familie steltmuggen (Limoniidae). De soort komt voor in het Neotropisch gebied.